# 泰革塔峰
泰革塔峰（英語：Taygete Cone），是南極洲的山峰，位於維多利亞地的彭內爾海岸，處於阿耳刻悠妮峰東北面，由新西蘭南極名稱諮詢委員會命名，現時由南極條約體系管理。

## 外部連結
- 本条目引用的公有领域材料来自美国地质调查局的文档 《泰革塔峰》 （資料來自地名信息系统）。

72°41′S 165°34′E / 72.683°S 165.567°E